# Slaney
Le Slaney (de l'irlandais : Abhainn na Sláine, qui signifie « rivière de la santé ») est un fleuve dans le sud de l'Irlande. Il prend sa source à l'ouest des montagnes de Wicklow.
Le fleuve traverse de nombreuses villes dont Stratford-on-Slaney, Baltinglass, Tullow, Bunclody, Enniscorthy et Wexford. Son estuaire forme le Wexford Harbour qui s'ouvre sur la vaste baie de Rosslare ; cette dernière s'évasant dans le canal Saint-Georges.
Trente deux ponts routiers et un pont de chemin de fer permettent de franchir les 117 km de son cours.

## Histoire
Ptolémée, au IIe siècle, décrit une rivière appelée Μοδοννος ( Modonnos ) qui pourrait être le Slaney, même si l'opinion des spécialistes reste divisée sur le sujet.

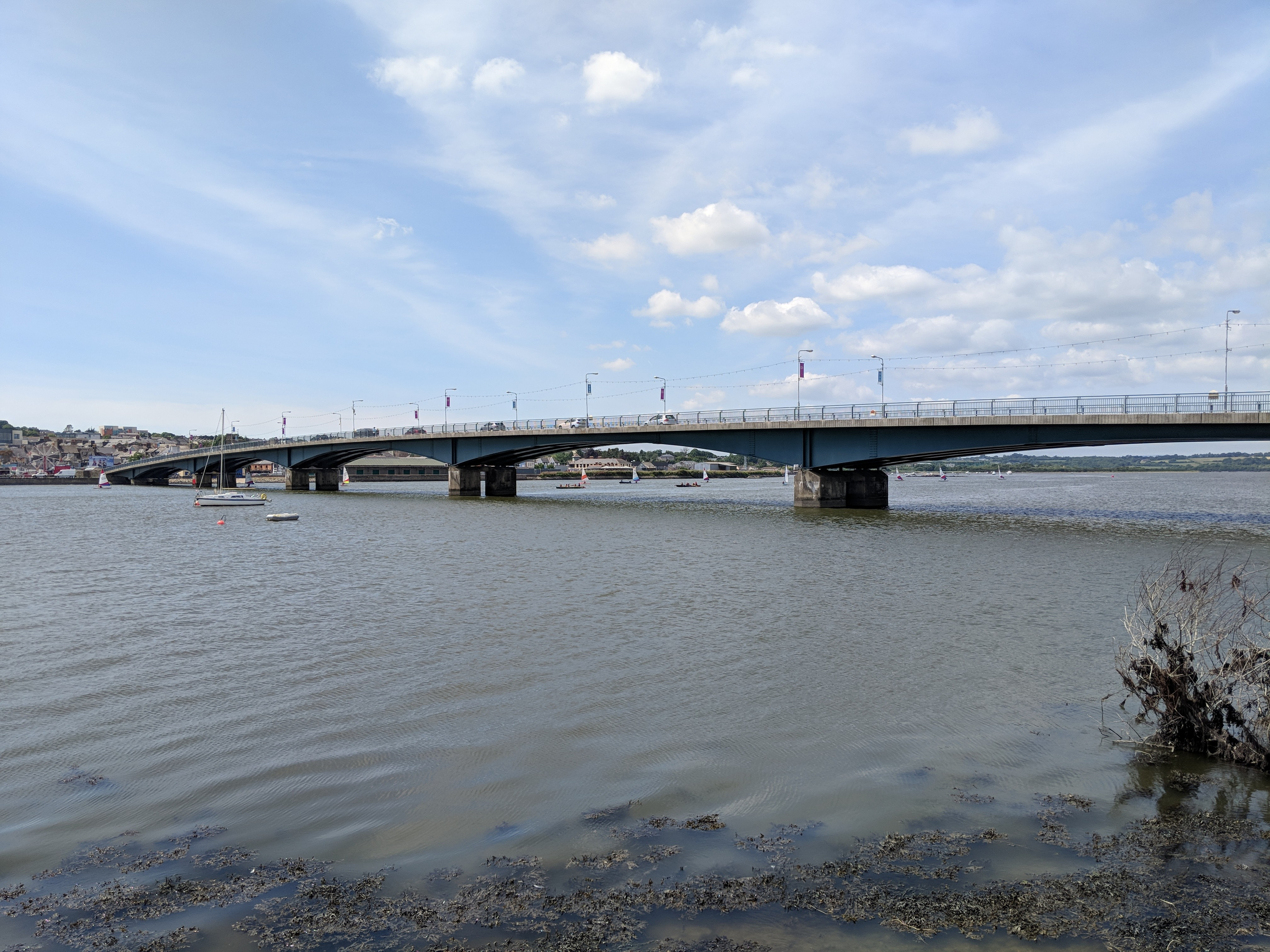
Pont à Wexford.

## Faune
Une faune variée et abondante subsiste dans les environs du fleuve. À Wicklow, on observe des troupeaux de cervidés, ainsi que des cygnes, des cincles plongeurs, des canards sauvages, des hérons et des martins-pêcheurs. Au crépuscule, des chauves-souris, des hiboux et des loutres apparaissent, tandis que les vasières de l'estuaire sont favorables au goéland à tête noire, à différentes espèces de chevaliers et à l'huîtrier pie.
Le rare Harle bièvre peut être vu sur le Slaney à Kildavin. Le saumon, la truite et le brochet sont pêchés en saison favorable.

## Affluents
Les rivières Derreen, Derry, Clody, Bann, Urrin, Boro et Sow constituent l'essentiel de ses affluents.